# Alpha Pictoris
Alpha Pictoris (α Pic, α Pictoris) é a estrela mais brilhante da constelação de Pictor, com uma magnitude aparente visual de 3,27. Está próxima o suficiente para ter sua distância da Terra medida por paralaxe, o que dá um valor de aproximadamente 97 anos-luz (30 parsecs). É a Estrela Polar sul do planeta Mercúrio.
Alpha Pictoris é uma estrela Lambda Boötis de classe A com um tipo espectral de A7 IV, o que a classifica como estrela subgigante, ou A8 Vn kA6, o que a classifica como estrela da sequência principal, com a notação 'n' indicando que suas linhas de absorção estão largas e nebulosas devido a uma alta velocidade de rotação, de mais de 230 km/s. Essa incerteza na classificação é consistente com o fato de que, a uma idade de 700 milhões de anos, já passou por 94% de seu tempo na sequência principal, indicando que está quase cessando a fusão de hidrogênio no núcleo. Alpha Pictoris tem 2,2 vezes a massa solar e 3,1 vezes o raio solar. Está brilhando com 39 vezes a luminosidade solar a uma temperatura efetiva de 7 550 K, a qual lhe dá a coloração branca típica de estrelas de classe A.
Alpha Pictoris é uma fonte de raios X, com uma luminosidade de 6,52×1021 W, o que é anormal pois modelos estelares preveem que estrelas de classe A não possuem campos magnéticos. Isso sugere que a emissão de raios X é originada de uma estrela companheira de baixa massa. Essa hipótese é fortalecida por dados obtidos na missão Hipparcos, os quais mostram que Alpha Pictoris pode ser uma binária astrométrica, com semieixo maior de aproximadamente 1 UA e período orbital entre 1 300 e 3 000 dias.